# Sportvereinigung 07 Elversberg Saar 2013-2014
Questa voce raccoglie le informazioni riguardanti la Sportvereinigung 07 Elversberg Saar nelle competizioni ufficiali della stagione 2013-2014.

## Stagione
Nella stagione 2013-2014 l'Elversberg, allenato da Jens Kiefer, Werner Dreßel, Dietmar Hirsch e Roland Seitz, concluse il campionato di 3. Liga al 18º posto e fu retrocesso in Regionalliga.

## Rosa
| N. |                        | Ruolo | Calciatore          |
| -- | ---------------------- | ----- | ------------------- |
| 1  | Stati Uniti (bandiera) | P     | Kenneth Kronholm    |
| 2  | Germania (bandiera)    | C     | Alexander Buch      |
| 3  | Francia (bandiera)     | D     | Bryan Mélisse       |
| 4  | Germania (bandiera)    | D     | Timo Wenzel         |
| 5  | Francia (bandiera)     | D     | Bernard Itoua       |
| 6  | Germania (bandiera)    | D     | Muhittin Bastürk    |
| 8  | Germania (bandiera)    | C     | Daniel Jungwirth    |
| 9  | Italia (bandiera)      | A     | Angelo Vaccaro      |
| 10 | Germania (bandiera)    | C     | Christian Grimm     |
| 11 | Germania (bandiera)    | C     | Marcel Schug        |
| 13 | Germania (bandiera)    | D     | Marc Groß           |
| 14 | Germania (bandiera)    | C     | Alexander Schmieden |
| 15 | Germania (bandiera)    | C     | Nico Zimmermann     |
| 16 | Germania (bandiera)    | C     | Dominik Rohracker   |
| 17 | Afghanistan (bandiera) | A     | Milad Salem         |
| 18 | Germania (bandiera)    | A     | Felix Luz           |

| N. |                       | Ruolo | Calciatore           |
| -- | --------------------- | ----- | -------------------- |
| 19 | Germania (bandiera)   | A     | Salif Cissé          |
| 20 | Germania (bandiera)   | A     | Sebastian Piotrowski |
| 21 | Germania (bandiera)   | P     | Daniel Kläs          |
| 22 | Germania (bandiera)   | D     | Chris Wolf           |
| 23 | Germania (bandiera)   | D     | Moritz Zimmer        |
| 25 | Germania (bandiera)   | C     | Serkan Göcer         |
| 26 | Germania (bandiera)   | C     | Sascha Wolfert       |
| 27 | Germania (bandiera)   | A     | Kevin Feiersinger    |
| 28 | Portogallo (bandiera) | C     | Ricky Pinheiro       |
| 30 | Germania (bandiera)   | P     | Morten Jensen        |
| 31 | Turchia (bandiera)    | A     | Murat Adigüzel       |
| 32 | Germania (bandiera)   | D     | Lukas Billick        |
| 33 | Germania (bandiera)   | C     | Sebastian Wolf       |
| 36 | Germania (bandiera)   | A     | Frederick Kyereh     |
| 38 | Germania (bandiera)   | D     | Jeff Gyasi           |
| 39 | Rep. Ceca (bandiera)  | A     | Ondřej Smetana       |

## Organigramma societario
Area tecnica
- Allenatore: Roland Seitz
- Allenatore in seconda:
- Preparatore dei portieri: Sascha Purket
- Preparatori atletici:

## Calciomercato

### Sessione estiva
| Acquisti | Acquisti          | Acquisti               | Acquisti |
| R.       | Nome              | da                     | Modalità |
| -------- | ----------------- | ---------------------- | -------- |
| C        | Nico Zimmermann   | Aalen                  |          |
| C        | Dominik Rohracker | Unterhaching           |          |
| A        | Felix Luz         | Wacker Burghausen      |          |
| D        | Muhittin Bastürk  | Borussia M'gladbach II |          |
| A        | Felix Dausend     | Saarbrücken            |          |
| C        | Gianni Gotthardt  | Monaco 1860 II         |          |
| D        | Bernard Itoua     | Hapoel Ramat Gan       |          |
| P        | Morten Jensen     | Holstein Kiel          |          |
| D        | Bryan Mélisse     | F91 Dudelange          |          |
| D        | Chris Wolf        | Monaco 1860            |          |

| Cessioni | Cessioni           | Cessioni             | Cessioni |
| R.       | Nome               | a                    | Modalità |
| -------- | ------------------ | -------------------- | -------- |
| C        | Moussa Dansoko     | Idar-Oberstein       |          |
| A        | Maurice Deville    | Saarbrücken          |          |
| D        | Timo Helfrich      | SC Hauenstein        |          |
| C        | Christoph Holste   | SVN Zweibrücken      |          |
| A        | Abedin Krasniqi    | Alemannia Aquisgrana |          |
| A        | Alfonso Marte      | Idar-Oberstein       |          |
| C        | André Mittermüller | Elversberg II        |          |
| D        | Lukas Olbrich      | TuS Mechtersheim     |          |
| C        | Felix Wölflinger   | Röchling Völklingen  |          |

### Sessione invernale
| Acquisti | Acquisti       | Acquisti          | Acquisti |
| R.       | Nome           | da                | Modalità |
| -------- | -------------- | ----------------- | -------- |
| D        | Jeff Gyasi     | Wehen Wiesbaden   |          |
| C        | Ricky Pinheiro | Kaiserslautern II |          |
| C        | Serkan Göcer   | Saarbrücken       |          |
| A        | Ondřej Smetana | EN Paralimni      |          |
| C        | Sascha Wolfert | Wehen Wiesbaden   |          |

| Cessioni | Cessioni         | Cessioni             | Cessioni |
| R.       | Nome             | a                    | Modalità |
| -------- | ---------------- | -------------------- | -------- |
| A        | Felix Dausend    | Borussia Neunkirchen |          |
| C        | Thorsten Reiß    | Kaiserslautern II    |          |
| C        | Gianni Gotthardt | SVN Zweibrücken      |          |
| C        | Marc Gallego     | Waldhof Mannheim     |          |

## Risultati

### 3. Liga

#### Girone di andata
| Darmstadt 20 luglio 2013, ore 14:00 CEST 1ª giornata | Darmstadt | 0 – 0 referto | Elversberg | Stadion am Böllenfalltor (5 207 spett.)\| Arbitro: \| Leicher \| |
| Arbitro:                                             | Leicher   |               |            |                                                                  |

| Arbitro: | Dietz |

|           |           |                 |
| Salem 46’ | Marcatori | 45’, 55’ Blacha |

| Arbitro: | Stark |

|                         |           |  |
| Rathgeber 63’ Göcer 90’ | Marcatori |  |

| Arbitro: | Stein |

|                    |           |             |
| Vaccaro 80’ (rig.) | Marcatori | 12’ Álvarez |

| Arbitro: | Heft |

|                         |           |  |
| Kojola 82’ Furuholm 90’ | Marcatori |  |

| Arbitro: | Sather |

|                     |           |                     |
| Vaccaro 43’ Luz 84’ | Marcatori | 47’ Kara 88’ Krohne |

| Arbitro: | Reichel |

|  |           |         |
|  | Marcatori | 51’ Luz |

| Arbitro: | Cortus |

|             |           |  |
| Dausend 90’ | Marcatori |  |

| Arbitro: | Badstübner |

|                        |           |  |
| Möhwald 75’ Öztürk 85’ | Marcatori |  |

| Arbitro: | Schröder |

|                             |           |  |
| Cissé 33’ Salem 34’ Luz 70’ | Marcatori |  |

| Arbitro: | Stegemann |

|                          |           |                       |
| von Walsleben-Schied 60’ | Marcatori | 49’ Rohracker 51’ Luz |

| Arbitro: | Weickenmeier |

|           |           |  |
| Salem 76’ | Marcatori |  |

| Arbitro: | Mix |

|  |           |                    |
|  | Marcatori | 48’ Vier 55’ Gümüş |

| Arbitro: | Valentin |

|  |           |                    |
|  | Marcatori | 23’ (rig.) Vaccaro |

| Arbitro: | Siewer |

|             |           |            |
| Vaccaro 45’ | Marcatori | 82’ Duhnke |

| Arbitro: | Schriever |

|                 |           |  |
| Groß 49’ (aut.) | Marcatori |  |

| Arbitro: | Sather |

|                       |           |            |
| Vaccaro 41’, 70’, 90’ | Marcatori | 61’ Müller |

| Arbitro: | Badstübner |

|                            |           |  |
| Fink 49’ Garbuschewski 73’ | Marcatori |  |

| Arbitro: | Reichel |

|  |           |                                                         |
|  | Marcatori | 20’ (aut.) Itoua 23’, 38’ Harder 68’ Ducksch 71’ Treude |

#### Girone di ritorno
| Arbitro: | Storks |

|  |           |                                          |
|  | Marcatori | 17’ Sirigu 50’ (aut.) Wenzel 71’ Behrens |

| Arbitro: | Dittrich |

|            |           |  |
| Blacha 53’ | Marcatori |  |

| Arbitro: | Winkmann |

|                             |           |            |
| Salem 43’ Luz 55’ Göcer 61’ | Marcatori | 57’ Ziemer |

| Arbitro: | Weickenmeier |

|                         |           |         |
| Badiane 33’ Fennell 88’ | Marcatori | 46’ Luz |

| Arbitro: | Mix |

|                    |           |                  |
| Wenzel 23’ Luz 56’ | Marcatori | 39’, 79’ Sembolo |

| Arbitro: | Aarnink |

|                              |           |         |
| Grote 36’ (rig.) Piossek 46’ | Marcatori | 15’ Luz |

| Arbitro: | Kampka |

|            |           |  |
| Wenzel 47’ | Marcatori |  |

| Arbitro: | Reichel |

|                               |           |  |
| Kaiser 23’ (rig.) Röttger 65’ | Marcatori |  |

| Arbitro: | Valentin |

|                        |           |  |
| Salem 10’ Pinheiro 44’ | Marcatori |  |

| Arbitro: | Badstübner |

|                                 |           |  |
| Book 5’ Mann 53’ Vunguidica 78’ | Marcatori |  |

| Spiesen-Elversberg 22 marzo 2014, ore 14:00 CET 30ª giornata | Elversberg | 0 – 0 referto | Holstein Kiel | Waldstadion an der Keiserlinde (728 spett.)\| Arbitro: \| Dittrich \| |
| Arbitro:                                                     | Dittrich   |               |               |                                                                       |

| Arbitro: | Mix |

|                           |           |  |
| Öztürk 2’ Zoundi 68’, 80’ | Marcatori |  |

| Arbitro: | Sather |

|                       |           |                 |
| Werner 17’ Breier 78’ | Marcatori | 85’ (aut.) Funk |

| Arbitro: | Cortus |

|                    |           |                           |
| Luz 5’ Vaccaro 78’ | Marcatori | 42’ Feldhahn 80’ Testroet |

| Arbitro: | Blos |

|                         |           |  |
| Schwarz 18’ Hummels 37’ | Marcatori |  |

| Arbitro: | Badstübner |

|        |           |           |
| Luz 1’ | Marcatori | 52’ Heise |

| Ratisbona 26 aprile 2014, ore 14:00 CEST 36ª giornata | Jahn Ratisbona | 0 – 0 referto | Elversberg | Jahnstadion (2 859 spett.)\| Arbitro: \| Siewer \| |
| Arbitro:                                              | Siewer         |               |            |                                                    |

| Arbitro: | Bandurski |

|         |           |                 |
| Luz 57’ | Marcatori | 35’ (rig.) Fink |

| Arbitro: | Kampka |

|                                      |           |  |
| Jordanov 17’ Harder 37’ Väyrynen 70’ | Marcatori |  |

## Statistiche

### Statistiche di squadra
| Competizione | Punti | In casa | In casa | In casa | In casa | In casa | In casa | In trasferta | In trasferta | In trasferta | In trasferta | In trasferta | In trasferta | Totale | Totale | Totale | Totale | Totale | Totale | DR  |
| Competizione | Punti | G       | V       | N       | P       | Gf      | Gs      | G            | V            | N            | P            | Gf           | Gs           | G      | V      | N      | P      | Gf     | Gs     | DR  |
| ------------ | ----- | ------- | ------- | ------- | ------- | ------- | ------- | ------------ | ------------ | ------------ | ------------ | ------------ | ------------ | ------ | ------ | ------ | ------ | ------ | ------ | --- |
| 3. Liga      | 40    | 19      | 7       | 8       | 4       | 25      | 24      | 19           | 3            | 2            | 14           | 7            | 30           | 38     | 10     | 10     | 18     | 32     | 54     | -22 |
| Totale       | 40    | 19      | 7       | 8       | 4       | 25      | 24      | 19           | 3            | 2            | 14           | 7            | 30           | 38     | 10     | 10     | 18     | 32     | 54     | -22 |

### Andamento in campionato
| Giornata  | 1 | 2  | 3  | 4  | 5  | 6  | 7  | 8  | 9  | 10 | 11 | 12 | 13 | 14 | 15 | 16 | 17 | 18 | 19 | 20 | 21 | 22 | 23 | 24 | 25 | 26 | 27 | 28 | 29 | 30 | 31 | 32 | 33 | 34 | 35 | 36 | 37 | 38 |
| --------- | - | -- | -- | -- | -- | -- | -- | -- | -- | -- | -- | -- | -- | -- | -- | -- | -- | -- | -- | -- | -- | -- | -- | -- | -- | -- | -- | -- | -- | -- | -- | -- | -- | -- | -- | -- | -- | -- |
| Luogo     | T | C  | T  | C  | T  | C  | T  | C  | T  | C  | T  | C  | C  | T  | C  | T  | C  | T  | C  | C  | T  | C  | T  | C  | T  | C  | T  | C  | T  | C  | T  | T  | C  | T  | C  | T  | C  | T  |
| Risultato | N | P  | P  | N  | P  | N  | V  | V  | P  | V  | V  | V  | P  | V  | N  | P  | V  | P  | P  | P  | P  | V  | P  | N  | P  | V  | P  | V  | P  | N  | P  | P  | N  | P  | N  | N  | N  | P  |
| Posizione | 8 | 14 | 16 | 16 | 18 | 18 | 17 | 16 | 16 | 15 | 12 | 9  | 11 | 8  | 9  | 10 | 9  | 11 | 12 | 12 | 16 | 14 | 16 | 14 | 16 | 16 | 16 | 13 | 15 | 15 | 16 | 17 | 17 | 18 | 17 | 18 | 18 | 18 |

Legenda:

Luogo: C = Casa; T = Trasferta. Risultato: V = Vittoria; N = Pareggio; P = Sconfitta.

### Statistiche dei giocatori
| M. Adigüzel    | 2  | 0  | 0  | 0 |
| M. Bastürk     | 25 | 0  | 10 | 0 |
| L. Billick     | 35 | 0  | 4  | 0 |
| A. Buch        | 8  | 0  | 2  | 0 |
| S. Cissé       | 20 | 1  | 2  | 0 |
| F. Dausend     | 10 | 1  | 1  | 0 |
| K. Feiersinger | 1  | 0  | 0  | 0 |
| M. Gallego     | 10 | 0  | 1  | 0 |
| G. Gotthardt   | 0  | 0  | 0  | 0 |
| C. Grimm       | 13 | 0  | 1  | 0 |
| M. Groß        | 33 | 0  | 11 | 1 |
| J. Gyasi       | 14 | 0  | 5  | 1 |
| S. Göcer       | 16 | 1  | 0  | 0 |
| B. Itoua       | 20 | 0  | 6  | 0 |
| M. Jensen      | 0  | 0  | 0  | 0 |
| D. Jungwirth   | 16 | 0  | 3  | 0 |
| D. Kläs        | 0  | 0  | 0  | 0 |
| K. Kronholm    | 38 | 0  | 1  | 0 |
| F. Kyereh      | 19 | 0  | 3  | 0 |
| F. Luz         | 29 | 11 | 6  | 0 |
| B. Mélisse     | 12 | 0  | 2  | 0 |
| R. Pinheiro    | 17 | 1  | 3  | 0 |
| S. Piotrowski  | 5  | 0  | 0  | 0 |
| T. Reiß        | 7  | 0  | 2  | 0 |
| D. Rohracker   | 27 | 1  | 4  | 0 |
| M. Salem       | 34 | 5  | 7  | 0 |
| A. Schmieden   | 1  | 0  | 0  | 0 |
| M. Schug       | 2  | 0  | 0  | 0 |
| O. Smetana     | 3  | 0  | 0  | 0 |
| A. Vaccaro     | 20 | 8  | 3  | 1 |
| T. Wenzel      | 27 | 2  | 9  | 0 |
| C. Wolf        | 17 | 0  | 2  | 0 |
| S. Wolf        | 16 | 0  | 4  | 0 |
| S. Wolfert     | 14 | 0  | 1  | 0 |
| M. Zimmer      | 6  | 0  | 0  | 0 |
| N. Zimmermann  | 10 | 0  | 2  | 0 |